# Noumea purpurea
Noumea purpurea is een zeenaaktslak die behoort tot de familie van de Chromodorididae. Deze slak komt enkel voor langs de kusten van Japan, op een diepte van 5 tot 30 meter.
De slak is paars gekleurd, met een lichtoranje dunne mantelrand. Over de rug loopt een dorsale witte lijn van ongeveer 1 mm breed. De kieuwen en de rinoforen zijn oranje. Ze wordt, als ze volwassen is, zo'n 15 mm lang. Ze voeden zich met sponzen.